# Société de valorisation foncière et immobilière
La Société de valorisation foncière et immobilière (SOVAFIM) est une société anonyme dédiée à la valorisation de biens immobiliers publics dont le capital est intégralement détenu par l'État français, dont elle est un opérateur foncier.
Constituée le 15 février 2006, elle a été chargée par le gouvernement de mettre en œuvre les dispositions de l'article 63 de la loi de finances pour 2006 qui permettent de déclasser les biens immobiliers de Réseau Ferré de France (RFF) inutiles à ses missions de service public ferroviaire et de les transférer en pleine propriété à la SOVAFIM pour assurer leur valorisation. Celle-ci n'a donc aucun lien capitalistique avec RFF.
Les pouvoirs publics ont fixé deux objectifs à la SOVAFIM :
- accélérer les cessions de patrimoine immobilier inutile aux missions de service public ferroviaire afin de faciliter la libération de foncier en zone urbaine, conformément aux orientations du gouvernement ;
- réaliser des plus values de cession, et ainsi apporter dès 2006 des recettes à l'État.

L'article 141 de la loi de finances rectificative pour 2006 a élargi le dispositif et la mission de la SOVAFIM, en permettant également de lui transférer en vue de leur valorisation, les biens immobiliers appartenant à l'État et à ses établissements publics qui sont devenus inutiles aux missions qu'ils assument.
C'est ainsi que conformément à l'article 2 de ses statuts, la SOVAFIM a aujourd'hui pour objet :
- d'acquérir, directement ou indirectement, tous biens ou droits immobiliers, auprès de l'État ou de tout établissement public de l'État ;
- de gérer et valoriser, dans l'attente de leur cession, et céder les biens et droits immobiliers qu'elle détient ;
- de réaliser toutes prestations, notamment d'études, services ou conseils au profit de toute entité appartenant au secteur public, de par son statut ou son mode de financement ;
- de participer de manière directe ou indirecte à toutes opérations se rattachant à l'un de ces objets, notamment par la mise en œuvre de filiales communes avec les entités visées au premier alinéa, et généralement de réaliser toutes opérations de quelque nature que ce soit se rattachant directement à ces objets et susceptibles d'en faciliter le développement ou la réalisation.